# Atletik under sommer-OL 2012 – stangspring kvinder
Stangspring for kvinder ved Sommer-OL 2012 i London blev afholdt på det olympiske stadion den 4-6 august.

## Finale
| Placering | Navn              | Nationalitet         | 4.30 | 4.45 | 4.55 | 4.65 | 4.70 | 4.75 | 4.80 | Resultat | Note |
| --------- | ----------------- | -------------------- | ---- | ---- | ---- | ---- | ---- | ---- | ---- | -------- | ---- |
| 1         | Jennifer Suhr     | USA (USA)            | –    | –    | o    | –    | o    | xo   | xxx  | 4.75     |      |
| 2         | Yarisley Silva    | Cuba (CUB)           | –    | xo   | o    | o    | o    | xo   | xxx  | 4.75     | =NR  |
| 3         | Yelena Isinbayeva | Rusland (RUS)        | –    | –    | x–   | o    | o    | xx–  | x    | 4.70     |      |
| 4         | Silke Spiegelburg | Tyskland (GER)       | –    | –    | o    | o    | x–   | xx   |      | 4.65     |      |
| 5         | Martina Strutz    | Tyskland (GER)       | –    | xo   | o    | x–   | xx   |      |      | 4.55     |      |
| 6         | Jiřina Ptáčníková | Tjekkiet (CZE)       | o    | xxo  | xx–  | x    |      |      |      | 4.45     |      |
| 6         | Lisa Ryzih        | Tyskland (GER)       | –    | xxo  | xxx  |      |      |      |      | 4.45     |      |
| 6         | Holly Bleasdale   | Storbritannien (GBR) | –    | xxo  | xxx  |      |      |      |      | 4.45     |      |
| 9         | Becky Holliday    | USA (USA)            | xo   | xxo  | xxx  |      |      |      |      | 4.45     |      |
| 10        | Vanessa Boslak    | Frankrig (FRA)       | xo   | xxx  |      |      |      |      |      | 4.30     |      |
| 11        | Alana Boyd        | Australien (AUS)     | xxo  | xxx  |      |      |      |      |      | 4.30     |      |
| N/A       | Anna Rogowska     | Polen (POL)          | –    | xxx  |      |      |      |      |      | NM       |      |